# Styrax chinensis
Styrax chinensis är en storaxväxtart som beskrevs av Hu Hsien-Hsu och S. Y. Liang. Styrax chinensis ingår i släktet Styrax och familjen storaxväxter. Inga underarter finns listade i Catalogue of Life.